# ITM能源
ITM能源（英語：ITM Power）是一家英國聚合物電解質膜電解裝置製造商，其電解裝置透過將水化學分解為氫和氧來產生氫氣。電解產生的氫氣用於發電、P2X、儲能、工業脫碳以及燃料電池等應用。

## 經營領域

### 加氫站
ITM通过在英国注册的全资子公司ITM Motive Limited运营12座（2021年）加氢站。

## 外部連結
- 官方网站